# Tool
Tool là một ban nhạc rock từ Los Angeles, California. Được thành lập năm 1990, thành viên ban nhạc gồm có tay trống Danny Carey, nhạc công guitar Adam Jones, và ca sĩ Maynard James Keenan. Từ năm 1995, Justin Chancellor đã là người chơi guitar bass, thay thế vai trò ban đầu của nhạc công guitar bass Paul D'Amour. Tool đã giành được ba giải Grammy, đã có các chuyến công diễn khắp thế giới và đã sản xuất các album nằm trong các nhóm đầu trong các bảng xếp hạng ở nhiều quốc gia.
Ban nhạc nổi lên với nhạc heavy metal trong album thu trong phòng đầu tiên của họ, Undertow (1993), và sau đó trở nên vượt trội trong phong trào alternative metal với việc phát hành album thứ nhì, Ænima, vào năm 1996. Các nỗ lực thống nhất các thử nghiệm âm nhạc, nghệ thuật thị giác, và một thông điệp phát triển cá nhân được tiếp tục với Lateralus (2001) và album gần đây nhất, 10,000 Days (2006), đã giành được lời ca ngợi then chốt và sự thành công thương mại của ban nhạc trên khắp thế giới.

## Danh sách đĩa hát
- Undertow (1993)
- Ænima (1996)
- Lateralus (2001)
- 10,000 Days (2006)
- Fear Inoculum (2019)